# كاردوزو لونا
كاردوزو لونا هو قاضي ودبلوماسي فلبيني، ولد في 7 سبتمبر 1953 في Real Sitio de San Ildefonso ‏ في إسبانيا.